# Kawiarnia Lili w Krakowie
Kawiarnia Lili – nieistniejąca już kawiarnia znajdująca się w Krakowie, przy ulicy Świętej Gertrudy, na Starym Mieście.
Kawiarnia Lili została założona w 1945 roku przez L. Pchałek w kamienicy Celestyńskiej znajdującej się przy ulicy Grodzkiej 1, na krakowskim Starym Mieście.
W 1955 roku kawiarnia została przejęta przez Krakowskie Zakłady Gastronomiczne i nosiła wtedy nazwę „Fatima”. W 1959 roku ponownie jej właścicielką stała się ponownie L. Pchałek, która przywróciła lokalowi nazwę poprzednią. W 1970 roku została przeniesiona do lokalu przy ulicy Świętej Gertrudy. W 1991 roku została zlikwidowana.